# 2007-es IIHF jégkorong-világbajnokság
A 2007-es IIHF jégkorong-világbajnokságot Oroszországban rendezték április 27. és május 13. között. A mérkőzéseket két jégcsarnokban rendezték meg, Moszkvában és Mityiscsiben. A címvédő a svéd válogatott volt. A tornát a kanadai csapat nyerte, története során 24. alkalommal.

## Helyszínek
| Moszkva                         | Mityiscsi                      |
| Khodynka Arena Férőhely: 12 000 | Mityiscsi Arena Férőhely: 9000 |
|                                 |                                |

## Résztvevők
A világbajnokságon az alábbi 16 válogatott vett részt. 14 európai, és 2 észak-amerikai csapat.
| Európa - Ausztria^ - Csehország* - Dánia* - Fehéroroszország* - Finnország* - Lettország* - Németország^ - Olaszország^ - Norvégia* | - Oroszország† - Szlovákia* - Svédország* - Svájc* - Ukrajna* Észak-Amerika - Kanada* - Egyesült Államok* |  |

* = A 2006-os IIHF jégkorong-világbajnokság első 14 helyének valamelyikén végzett.
^ = A 2006-os IIHF divízió I-es jégkorong-világbajnokság feljutói
† = Rendező

## Pontszámítás
2007-től a korábbi világbajnokságokhoz képest megváltozott a pontszámítás. A győzelemért három pontot kaptak a csapatok. Ha a csoportkörben, a középdöntőben, vagy a 13–16. helyért zajló mérkőzéseken 60 perc után döntetlen volt az állás, akkor már biztosan kapott mindkét csapat 1–1 pontot. A mérkőzés azonban nem ért véget, hanem 5 perc hosszabbítás következett, hirtelen halállal. Ha az 5 perc ráadás után is döntetlen volt az állás, akkor büntetőpárbaj döntött a győztesről. A hosszabbításban vagy a büntetőpárbajban győzött csapat még egy pontot kapott, tehát az ilyen győzelemért összességében két pont járt.

## Csoportkör
A 16 csapatot négy darab, egyenként négy csapatból álló csoportba osztották. A csoportokból az első három helyezett jutott tovább a középdöntőbe.
| Jelmagyarázat                 |
| ----------------------------- |
| Bejutott a középdöntőbe.      |
| A 13–16. helyért játszhatott. |

### A csoport
| Csapat      | M | Gy | HGy | HV | V | G+ | G- | Gk  | P |
| ----------- | - | -- | --- | -- | - | -- | -- | --- | - |
| Svédország  | 3 | 3  | 0   | 0  | 0 | 21 | 3  | +18 | 9 |
| Svájc       | 3 | 2  | 0   | 0  | 1 | 4  | 8  | –4  | 6 |
| Olaszország | 3 | 0  | 1   | 0  | 2 | 6  | 12 | –6  | 2 |
| Lettország  | 3 | 0  | 0   | 1  | 2 | 6  | 14 | –8  | 1 |

| 2007. április 28. 16:15 | Svájc | 2–1 (0–0, 2–1, 0–0) | Lettország | Khodynka Arena, Moszkva Nézőszám: 6668 |

| Jegyzőkönyv                                                                           | Jegyzőkönyv | Jegyzőkönyv           | Jegyzőkönyv | Jegyzőkönyv               |
| ------------------------------------------------------------------------------------- | ----------- | --------------------- | ----------- | ------------------------- |
|                                                                                       |             |                       |             | Játékvezető: Guy Pellerin |
| \| A. Wichser 35:50 (ES) / S. Jeannin 39:10 (ES) \| Gólok \| 28:25 (ES) L. Dārziņš \| |             |                       |             |                           |
|                                                                                       |             |                       |             |                           |
|                                                                                       |             |                       |             |                           |
| A. Wichser 35:50 (ES) / S. Jeannin 39:10 (ES)                                         | Gólok       | 28:25 (ES) L. Dārziņš |             |                           |

| 2007. április 28. 20:15 | Svédország | 7–1 (2–1, 4–0, 1–0) | Olaszország | Khodynka Arena, Moszkva Nézőszám: 4420 |

| Jegyzőkönyv | Jegyzőkönyv | Jegyzőkönyv             | Jegyzőkönyv | Jegyzőkönyv                     |
| --- | ----------- | ----------------------- | ----------- | ------------------------------- |
| |             |                         |             | Játékvezető: Vyacheslav Bulanov |
| \| J. Davidsson 15:31 (ES) / F. Emvall 17:19 (PP) / T. Mårtensson 23:40 (ES) / F. Bremberg 25:17 (PP) / J. Davidsson 28:43 (ES) / J. Hedström 29:53 (ES) / P. Hållberg 51:50 (PP) \| Gólok \| 03:07 (PP) G. de Bettin \| |             |                         |             |                                 |
| |             |                         |             |                                 |
| |             |                         |             |                                 |
| J. Davidsson 15:31 (ES) / F. Emvall 17:19 (PP) / T. Mårtensson 23:40 (ES) / F. Bremberg 25:17 (PP) / J. Davidsson 28:43 (ES) / J. Hedström 29:53 (ES) / P. Hållberg 51:50 (PP)                                           | Gólok       | 03:07 (PP) G. de Bettin |             |                                 |

| 2007. április 30. 16:15 | Svájc | 2–1 (1–0, 0–0, 1–1) | Olaszország | Khodynka Arena, Moszkva Nézőszám: 6520 |

| Jegyzőkönyv                                                                            | Jegyzőkönyv | Jegyzőkönyv           | Jegyzőkönyv | Jegyzőkönyv                 |
| -------------------------------------------------------------------------------------- | ----------- | --------------------- | ----------- | --------------------------- |
|                                                                                        |             |                       |             | Játékvezető: Richard Schütz |
| \| G. Bezina 15:44 (PP) / I. Rüthemann 51:57 (ES) \| Gólok \| 44:18 (ES) L. Ansoldi \| |             |                       |             |                             |
|                                                                                        |             |                       |             |                             |
|                                                                                        |             |                       |             |                             |
| G. Bezina 15:44 (PP) / I. Rüthemann 51:57 (ES)                                         | Gólok       | 44:18 (ES) L. Ansoldi |             |                             |

| 2007. április 30. 20:15 | Lettország | 2–8 (0–1, 0–3, 2–4) | Svédország | Khodynka Arena, Moszkva Nézőszám: 5250 |

| Jegyzőkönyv | Jegyzőkönyv | Jegyzőkönyv | Jegyzőkönyv | Jegyzőkönyv              |
| --- | ----------- | --- | ----------- | ------------------------ |
| |             | |             | Játékvezető: Peter Jonák |
| \| K. Daugaviņš 41:00 (PP) / A. Širokovs 42:31 (ES) \| Gólok \| 00:29 (ES) N. Bäckström 26:28 (ES) J. Åkerman 28:03 (PP) R. Wallin 38:15 (ES) F. Bremberg 43:08 (ES) M. Johansson 55:13 (ES) P. Hörnqvist 56:30 (ES) F. Warg 57:15 (ES) D. Tärnström \| |             | |             |                          |
| |             | |             |                          |
| |             | |             |                          |
| K. Daugaviņš 41:00 (PP) / A. Širokovs 42:31 (ES) | Gólok       | 00:29 (ES) N. Bäckström 26:28 (ES) J. Åkerman 28:03 (PP) R. Wallin 38:15 (ES) F. Bremberg 43:08 (ES) M. Johansson 55:13 (ES) P. Hörnqvist 56:30 (ES) F. Warg 57:15 (ES) D. Tärnström |             |                          |

| 2007. május 2. 16:15 | Olaszország | 4–3 (h.u.) (0–1, 1–0, 2–2) (h.u.: 1–0) | Lettország | Khodynka Arena, Moszkva Nézőszám: 6180 |

| Jegyzőkönyv | Jegyzőkönyv | Jegyzőkönyv                                                             | Jegyzőkönyv | Jegyzőkönyv               |
| --- | ----------- | ----------------------------------------------------------------------- | ----------- | ------------------------- |
| |             |                                                                         |             | Játékvezető: Guy Pellerin |
| \| J. Cirone 23:03 (PP) / L. Ansoldi 56:41 (ES) / C. Borgatello 57:41 (ES) / J. Cirone 64:10 (ES) \| Gólok \| 14:51 (PP) L. Dārziņš / 51:43 (ES) K. Daugaviņš / 58:09 (ES) L. Dārziņš \| |             |                                                                         |             |                           |
| |             |                                                                         |             |                           |
| |             |                                                                         |             |                           |
| J. Cirone 23:03 (PP) / L. Ansoldi 56:41 (ES) / C. Borgatello 57:41 (ES) / J. Cirone 64:10 (ES)                                                                                           | Gólok       | 14:51 (PP) L. Dārziņš / 51:43 (ES) K. Daugaviņš / 58:09 (ES) L. Dārziņš |             |                           |

| 2007. május 2. 20:15 | Svédország | 6–0 (0–0, 5–0, 1–0) | Svájc | Khodynka Arena, Moszkva Nézőszám: 4900 |

| Jegyzőkönyv | Jegyzőkönyv | Jegyzőkönyv | Jegyzőkönyv | Jegyzőkönyv             |
| --- | ----------- | ----------- | ----------- | ----------------------- |
| |             |             |             | Játékvezető: Ole Hansen |
| \| M. Thörnberg 21:00 (ES) / A. Strålman 23:46 (PP) / P. Hörnqvist 24:43 (PP) / J. Davidsson 27:42 (ES) / J. Davidsson 38:22 (PP) / R. Wallin 47:00 (PP) \| Gólok \| \| |             |             |             |                         |
| |             |             |             |                         |
| |             |             |             |                         |
| M. Thörnberg 21:00 (ES) / A. Strålman 23:46 (PP) / P. Hörnqvist 24:43 (PP) / J. Davidsson 27:42 (ES) / J. Davidsson 38:22 (PP) / R. Wallin 47:00 (PP)                   | Gólok       |             |             |                         |

### B csoport
| Csapat           | M | Gy | HGy | HV | V | G+ | G- | Gk  | P |
| ---------------- | - | -- | --- | -- | - | -- | -- | --- | - |
| Csehország       | 3 | 3  | 0   | 0  | 0 | 18 | 6  | +12 | 9 |
| Egyesült Államok | 3 | 2  | 0   | 0  | 1 | 14 | 7  | +7  | 6 |
| Fehéroroszország | 3 | 1  | 0   | 0  | 2 | 8  | 15 | –7  | 3 |
| Ausztria         | 3 | 0  | 0   | 0  | 3 | 5  | 17 | –12 | 0 |

| 2007. április 27. 16:15 | Egyesült Államok | 6–2 (3–1, 1–1, 2–0) | Ausztria | Mityiscsi Arena, Mityiscsi Nézőszám: 1900 |

| Jegyzőkönyv | Jegyzőkönyv | Jegyzőkönyv                                   | Jegyzőkönyv | Jegyzőkönyv                |
| --- | ----------- | --------------------------------------------- | ----------- | -------------------------- |
| |             |                                               |             | Játékvezető: Danny Kurmann |
| \| P. Kessel 01:59 (ES) / T. Petersen 10:22 (ES) / L. Stempniak 17:19 (PP) / C. Clark 20:24 (ES) / E. Cole 40:14 (ES) / B. Bochenski 53:02 (PP) \| Gólok \| 14:51 (ES) R. Divis / 30:51 (ES) O. Setzinger \| |             |                                               |             |                            |
| |             |                                               |             |                            |
| |             |                                               |             |                            |
| P. Kessel 01:59 (ES) / T. Petersen 10:22 (ES) / L. Stempniak 17:19 (PP) / C. Clark 20:24 (ES) / E. Cole 40:14 (ES) / B. Bochenski 53:02 (PP)                                                                 | Gólok       | 14:51 (ES) R. Divis / 30:51 (ES) O. Setzinger |             |                            |

| 2007. április 27. 20:15 | Fehéroroszország | 2–8 (1–4, 1–1, 0–3) | Csehország | Mityiscsi Arena, Mityiscsi Nézőszám: 5400 |

| Jegyzőkönyv | Jegyzőkönyv | Jegyzőkönyv | Jegyzőkönyv | Jegyzőkönyv               |
| --- | ----------- | --- | ----------- | ------------------------- |
| |             | |             | Játékvezető: Brent Reiber |
| \| O. Antonenko 16:18 (ES) / O. Antonenko 27:40 (ES) \| Gólok \| 07:57 (PP) J. Hlinka / 10:19 (PP) D. Výborný / 16:31 (ES) T. Plekanec / 18:41 (SH) R. Olesz / 27:21 (ES) P. Sýkora / 42:27 (ES) T. Plekanec / 45:13 (PP) J. Marek / 45:28 (ES) Z. Irgl \| |             | |             |                           |
| |             | |             |                           |
| |             | |             |                           |
| O. Antonenko 16:18 (ES) / O. Antonenko 27:40 (ES) | Gólok       | 07:57 (PP) J. Hlinka / 10:19 (PP) D. Výborný / 16:31 (ES) T. Plekanec / 18:41 (SH) R. Olesz / 27:21 (ES) P. Sýkora / 42:27 (ES) T. Plekanec / 45:13 (PP) J. Marek / 45:28 (ES) Z. Irgl |             |                           |

| 2007. április 29. 16:15 | Csehország | 6–1 (2–0, 1–1, 3–0) | Ausztria | Mityiscsi Arena, Mityiscsi Nézőszám: 2500 |

| Jegyzőkönyv | Jegyzőkönyv | Jegyzőkönyv         | Jegyzőkönyv | Jegyzőkönyv             |
| --- | ----------- | ------------------- | ----------- | ----------------------- |
| |             |                     |             | Játékvezető: Ole Hansen |
| \| P. Sýkora 03:55 (PP) / J. Hlinka 10:04 (ES) / P. Čáslava 31:02 (PP) / M. Barinka 44:07 (ES) / J. Hlinka 48:24 (ES) / J. Marek 55:07 (PP) \| Gólok \| 37:08 (PP) R. Divis \| |             |                     |             |                         |
| |             |                     |             |                         |
| |             |                     |             |                         |
| P. Sýkora 03:55 (PP) / J. Hlinka 10:04 (ES) / P. Čáslava 31:02 (PP) / M. Barinka 44:07 (ES) / J. Hlinka 48:24 (ES) / J. Marek 55:07 (PP)                                       | Gólok       | 37:08 (PP) R. Divis |             |                         |

| 2007. április 29. 20:15 | Egyesült Államok | 5–1 (3–0, 2–0, 0–1) | Fehéroroszország | Mityiscsi Arena, Mityiscsi Nézőszám: 3600 |

| Jegyzőkönyv | Jegyzőkönyv | Jegyzőkönyv             | Jegyzőkönyv | Jegyzőkönyv                    |
| --- | ----------- | ----------------------- | ----------- | ------------------------------ |
| |             |                         |             | Játékvezető: Marcus Vinnerborg |
| \| J. Johnson 02:40 (ES) / L. Stempniak 04:47 (ES) / C. Larose 17:45 (ES) / C. Clark 24:30 (ES) / L. Stempniak 35:05 (PP) \| Gólok \| 43:31 (ES) O. Antonenko \| |             |                         |             |                                |
| |             |                         |             |                                |
| |             |                         |             |                                |
| J. Johnson 02:40 (ES) / L. Stempniak 04:47 (ES) / C. Larose 17:45 (ES) / C. Clark 24:30 (ES) / L. Stempniak 35:05 (PP)                                           | Gólok       | 43:31 (ES) O. Antonenko |             |                                |

| 2007. május 1. 16:15 | Ausztria | 2–5 (1–2, 1–2, 0–1) | Fehéroroszország | Mityiscsi Arena, Mityiscsi Nézőszám: 4700 |

| Jegyzőkönyv | Jegyzőkönyv | Jegyzőkönyv | Jegyzőkönyv | Jegyzőkönyv            |
| --- | ----------- | --- | ----------- | ---------------------- |
| |             | |             | Játékvezető: Jyri Rönn |
| \| A. Lakos 18:40 (PP) / A. Lakos 24:26 (PP) \| Gólok \| 03:06 (PP) A. Glebov / 17:48 (ES) D. Dudik / 27:10 (PP) A. Ugarov / 33:14 (PP) O. Antonenko / 54:34 (ES) A. Kulakov \| |             | |             |                        |
| |             | |             |                        |
| |             | |             |                        |
| A. Lakos 18:40 (PP) / A. Lakos 24:26 (PP) | Gólok       | 03:06 (PP) A. Glebov / 17:48 (ES) D. Dudik / 27:10 (PP) A. Ugarov / 33:14 (PP) O. Antonenko / 54:34 (ES) A. Kulakov |             |                        |

| 2007. május 1. 20:15 | Csehország | 4–3 (1–0, 1–1, 2–2) | Egyesült Államok | Mityiscsi Arena, Mityiscsi Nézőszám: 6100 |

| Jegyzőkönyv | Jegyzőkönyv | Jegyzőkönyv                                                           | Jegyzőkönyv | Jegyzőkönyv                     |
| --- | ----------- | --------------------------------------------------------------------- | ----------- | ------------------------------- |
| |             |                                                                       |             | Játékvezető: Vyacheslav Bulanov |
| \| P. Čáslava 16:52 (PP) / Z. Irgl 34:37 (ES) / P. Tenkrát 47:51 (ES) / J. Bednář 58:52 (ES) \| Gólok \| 24:42 (PP) R. Suter / 53:59 (SH) C. LaRose / 55:37 (PP) A. Hutchinson \| |             |                                                                       |             |                                 |
| |             |                                                                       |             |                                 |
| |             |                                                                       |             |                                 |
| P. Čáslava 16:52 (PP) / Z. Irgl 34:37 (ES) / P. Tenkrát 47:51 (ES) / J. Bednář 58:52 (ES)                                                                                         | Gólok       | 24:42 (PP) R. Suter / 53:59 (SH) C. LaRose / 55:37 (PP) A. Hutchinson |             |                                 |

### C csoport
| Csapat      | M | Gy | HGy | HV | V | G+ | G- | Gk | P |
| ----------- | - | -- | --- | -- | - | -- | -- | -- | - |
| Kanada      | 3 | 3  | 0   | 0  | 0 | 12 | 8  | +4 | 9 |
| Szlovákia   | 3 | 2  | 0   | 0  | 1 | 12 | 6  | +6 | 6 |
| Németország | 3 | 1  | 0   | 0  | 2 | 8  | 11 | –3 | 3 |
| Norvégia    | 3 | 0  | 0   | 0  | 3 | 5  | 12 | –7 | 0 |

| 2007. április 28. 16:15 | Németország | 2–3 (1–1, 1–1, 0–1) | Kanada | Mityiscsi Arena, Mityiscsi Nézőszám: 4300 |

| Jegyzőkönyv | Jegyzőkönyv | Jegyzőkönyv                                                       | Jegyzőkönyv | Jegyzőkönyv            |
| --- | ----------- | ----------------------------------------------------------------- | ----------- | ---------------------- |
| |             |                                                                   |             | Játékvezető: Jyri Rönn |
| \| C. Ullmann 09:51 (ES) / R. Dietrich 21:23 (ES) \| Gólok \| 17:39 (ES) J. Mayers / 20:53 (ES) E. Staal / 51:42 (ES) J. Mayers \| |             |                                                                   |             |                        |
| |             |                                                                   |             |                        |
| |             |                                                                   |             |                        |
| C. Ullmann 09:51 (ES) / R. Dietrich 21:23 (ES)                                                                                     | Gólok       | 17:39 (ES) J. Mayers / 20:53 (ES) E. Staal / 51:42 (ES) J. Mayers |             |                        |

| 2007. április 28. 20:15 | Szlovákia | 3–0 (2–0, 1–0, 0–0) | Norvégia | Mityiscsi Arena, Mityiscsi Nézőszám: 2800 |

| Jegyzőkönyv                                                                            | Jegyzőkönyv | Jegyzőkönyv | Jegyzőkönyv | Jegyzőkönyv               |
| -------------------------------------------------------------------------------------- | ----------- | ----------- | ----------- | ------------------------- |
|                                                                                        |             |             |             | Játékvezető: Brent Reiber |
| \| M. Uram 12:00 (ES) / Z. Chára 12:51 (ES) / B. Radivojevič 37:39 (PP) \| Gólok \| \| |             |             |             |                           |
|                                                                                        |             |             |             |                           |
|                                                                                        |             |             |             |                           |
| M. Uram 12:00 (ES) / Z. Chára 12:51 (ES) / B. Radivojevič 37:39 (PP)                   | Gólok       |             |             |                           |

| 2007. április 30. 16:15 | Szlovákia | 5–1 (1–0, 1–0, 3–1) | Németország | Mityiscsi Arena, Mityiscsi Nézőszám: 3800 |

| Jegyzőkönyv | Jegyzőkönyv | Jegyzőkönyv           | Jegyzőkönyv | Jegyzőkönyv                |
| --- | ----------- | --------------------- | ----------- | -------------------------- |
| |             |                       |             | Játékvezető: Danny Kurmann |
| \| P. Podhradský 08:14 (PP) / P. Podhradský 22:42 (PP) / R. Kapuš 49:15 (ES) / M. Gáborík 56:53 (ES) / R. Somík 58:16 (ES) \| Gólok \| 47:30 (ES) C. Ullmann \| |             |                       |             |                            |
| |             |                       |             |                            |
| |             |                       |             |                            |
| P. Podhradský 08:14 (PP) / P. Podhradský 22:42 (PP) / R. Kapuš 49:15 (ES) / M. Gáborík 56:53 (ES) / R. Somík 58:16 (ES)                                         | Gólok       | 47:30 (ES) C. Ullmann |             |                            |

| 2007. április 30. 20:15 | Kanada | 4–2 (2–1, 0–1, 2–0) | Norvégia | Mityiscsi Arena, Mityiscsi Nézőszám: 3300 |

| Jegyzőkönyv | Jegyzőkönyv | Jegyzőkönyv                                   | Jegyzőkönyv | Jegyzőkönyv                     |
| --- | ----------- | --------------------------------------------- | ----------- | ------------------------------- |
| |             |                                               |             | Játékvezető: Vyacheslav Bulanov |
| \| R. Nash 13:24 (PP) / J. Chimera 15:17 (ES) / S. Doan 40:22 (PP) / J. Williams 49:44 (PP) \| Gólok \| 09:29 (ES) L. E. Spets 32:14 (PP) J. Andersen \| |             |                                               |             |                                 |
| |             |                                               |             |                                 |
| |             |                                               |             |                                 |
| R. Nash 13:24 (PP) / J. Chimera 15:17 (ES) / S. Doan 40:22 (PP) / J. Williams 49:44 (PP)                                                                 | Gólok       | 09:29 (ES) L. E. Spets 32:14 (PP) J. Andersen |             |                                 |

| 2007. május 2. 16:15 | Norvégia | 3–5 (0–2, 3–3, 0–0) | Németország | Mityiscsi Arena, Mityiscsi Nézőszám: 2200 |

| Jegyzőkönyv | Jegyzőkönyv | Jegyzőkönyv                                                                                                 | Jegyzőkönyv | Jegyzőkönyv            |
| --- | ----------- | --- | ----------- | ---------------------- |
| |             | |             | Játékvezető: Jyri Rönn |
| \| M. Trygg 22:08 (ES) / M. Ask 23:02 (PP) / L. E. Spets 23:50 (ES) \| Gólok \| 08:11 (PP) M. Hackert / 14:45 (PP) M. Wolf / 24:25 (ES) M. Wolf / 26:58 (PP) J. Tripp / 32:51 (ES) A. Bárta \| |             | |             |                        |
| |             | |             |                        |
| |             | |             |                        |
| M. Trygg 22:08 (ES) / M. Ask 23:02 (PP) / L. E. Spets 23:50 (ES) | Gólok       | 08:11 (PP) M. Hackert / 14:45 (PP) M. Wolf / 24:25 (ES) M. Wolf / 26:58 (PP) J. Tripp / 32:51 (ES) A. Bárta |             |                        |

| 2007. május 2. 20:15 | Kanada | 5–4 (1–1, 3–2, 1–1) | Szlovákia | Mityiscsi Arena, Mityiscsi Nézőszám: 6500 |

| Jegyzőkönyv | Jegyzőkönyv | Jegyzőkönyv                                                                            | Jegyzőkönyv | Jegyzőkönyv                    |
| --- | ----------- | -------------------------------------------------------------------------------------- | ----------- | ------------------------------ |
| |             |                                                                                        |             | Játékvezető: Markus Vinnerborg |
| \| C. Murphy 03:39 (PP) / J. Mayers 20:25 (ES) / E. Brewer 31:27 (PP) / D. Hamhuis 35:09 (ES) / R. Nash 49:02 (PP) \| Gólok \| 02:05 (PP) M. Jurcina / 33:48 (ES) M. Hossa / 37:37 (ES) M. Uram / 43:38 (ES) M. Satan \| |             |                                                                                        |             |                                |
| |             |                                                                                        |             |                                |
| |             |                                                                                        |             |                                |
| C. Murphy 03:39 (PP) / J. Mayers 20:25 (ES) / E. Brewer 31:27 (PP) / D. Hamhuis 35:09 (ES) / R. Nash 49:02 (PP) | Gólok       | 02:05 (PP) M. Jurcina / 33:48 (ES) M. Hossa / 37:37 (ES) M. Uram / 43:38 (ES) M. Satan |             |                                |

### D csoport
| Csapat      | M | Gy | HGy | HV | V | G+ | G- | Gk  | P |
| ----------- | - | -- | --- | -- | - | -- | -- | --- | - |
| Oroszország | 3 | 3  | 0   | 0  | 0 | 22 | 6  | +16 | 9 |
| Finnország  | 3 | 2  | 0   | 0  | 1 | 15 | 7  | +8  | 6 |
| Dánia       | 3 | 1  | 0   | 0  | 2 | 7  | 18 | –11 | 3 |
| Ukrajna     | 3 | 0  | 0   | 0  | 3 | 4  | 17 | –13 | 0 |

| 2007. április 27. 17:15 | Ukrajna | 0–5 (0–1, 0–3, 0–1) | Finnország | Khodynka Arena, Moszkva Nézőszám: 6500 |

| Jegyzőkönyv | Jegyzőkönyv | Jegyzőkönyv | Jegyzőkönyv | Jegyzőkönyv              |
| --- | ----------- | --- | ----------- | ------------------------ |
| |             | |             | Játékvezető: Milan Minář |
| \| \| Gólok \| 12:07 (ES) P. Saravo / 24:06 (ES) S. Bergenheim / 27:18 (PP) T. Pärssinen / 33:08 (PP) T. Pärssinen / 51:28 (SH) P. Kontiola \| |             | |             |                          |
| |             | |             |                          |
| |             | |             |                          |
| | Gólok       | 12:07 (ES) P. Saravo / 24:06 (ES) S. Bergenheim / 27:18 (PP) T. Pärssinen / 33:08 (PP) T. Pärssinen / 51:28 (SH) P. Kontiola |             |                          |

| 2007. április 27. 21:15 | Oroszország | 9–1 (3–1, 5–0, 1–0) | Dánia | Khodynka Arena, Moszkva Nézőszám: 12 000 |

| Jegyzőkönyv | Jegyzőkönyv | Jegyzőkönyv         | Jegyzőkönyv | Jegyzőkönyv                 |
| --- | ----------- | ------------------- | ----------- | --------------------------- |
| |             |                     |             | Játékvezető: Richard Schütz |
| \| D. Zaripov 00:28 (ES) / I. Nikulin 03:32 (ES) / E. Malkin 03:54 (ES) / P. Schastlivy 22:24 (ES) / A. Markov 25:38 (PP) / A. Morozov 27:20 (ES) / N. Kulemin 29:44 (ES) / A. Ovechkin 32:13 (ES) / A. Frolov 55:43 (PP) \| Gólok \| 17:20 (ES) P. Regin \| |             |                     |             |                             |
| |             |                     |             |                             |
| |             |                     |             |                             |
| D. Zaripov 00:28 (ES) / I. Nikulin 03:32 (ES) / E. Malkin 03:54 (ES) / P. Schastlivy 22:24 (ES) / A. Markov 25:38 (PP) / A. Morozov 27:20 (ES) / N. Kulemin 29:44 (ES) / A. Ovechkin 32:13 (ES) / A. Frolov 55:43 (PP)                                       | Gólok       | 17:20 (ES) P. Regin |             |                             |

| 2007. április 29. 16:15 | Finnország | 6–2 (3–1, 1–0, 2–1) | Dánia | Khodynka Arena, Moszkva Nézőszám: 6620 |

| Jegyzőkönyv | Jegyzőkönyv | Jegyzőkönyv                                      | Jegyzőkönyv | Jegyzőkönyv              |
| --- | ----------- | ------------------------------------------------ | ----------- | ------------------------ |
| |             |                                                  |             | Játékvezető: Peter Jonák |
| \| P. Nummelin 07:36 (PP) / M. Koivu 14:09 (SH) / P. Nummelin 18:48 (PP) / V. Peltonen 23:28 (PP) / A.P. Berg 41:37 (ES) / J. Hentunen 50:42 (PP) \| Gólok \| 12:49 (PP) J. Damgaard / 54:43 (ES) C. Kjærgaard \| |             |                                                  |             |                          |
| |             |                                                  |             |                          |
| |             |                                                  |             |                          |
| P. Nummelin 07:36 (PP) / M. Koivu 14:09 (SH) / P. Nummelin 18:48 (PP) / V. Peltonen 23:28 (PP) / A.P. Berg 41:37 (ES) / J. Hentunen 50:42 (PP)                                                                    | Gólok       | 12:49 (PP) J. Damgaard / 54:43 (ES) C. Kjærgaard |             |                          |

| 2007. április 29. 20:15 | Oroszország | 8–1 (2–1, 3–0, 3–0) | Ukrajna | Khodynka Arena, Moszkva Nézőszám: 6620 |

| Jegyzőkönyv | Jegyzőkönyv | Jegyzőkönyv              | Jegyzőkönyv | Jegyzőkönyv              |
| --- | ----------- | ------------------------ | ----------- | ------------------------ |
| |             |                          |             | Játékvezető: Milan Minář |
| \| A. Morozov 09:38 (PP) / S. Zinoviev 12:22 (PP) / I. Nikulin 25:15 (ES) / V. Proshkin 32:01 (ES) / A. Morozov 39:19 (PP) / A. Radulov 45:40 (PP) / A. Morozov 51:40 (ES) / A. Frolov 56:37 (PP) \| Gólok \| 04:00 (PP) S. Klymentiev \| |             |                          |             |                          |
| |             |                          |             |                          |
| |             |                          |             |                          |
| A. Morozov 09:38 (PP) / S. Zinoviev 12:22 (PP) / I. Nikulin 25:15 (ES) / V. Proshkin 32:01 (ES) / A. Morozov 39:19 (PP) / A. Radulov 45:40 (PP) / A. Morozov 51:40 (ES) / A. Frolov 56:37 (PP)                                            | Gólok       | 04:00 (PP) S. Klymentiev |             |                          |

| 2007. május 1. 16:15 | Dánia | 4–3 (3–2, 1–0, 0–1) | Ukrajna | Khodynka Arena, Moszkva Nézőszám: 6720 |

| Jegyzőkönyv | Jegyzőkönyv | Jegyzőkönyv                                                                   | Jegyzőkönyv | Jegyzőkönyv               |
| --- | ----------- | ----------------------------------------------------------------------------- | ----------- | ------------------------- |
| |             |                                                                               |             | Játékvezető: Brent Reiber |
| \| K. Starkov 01:26 (ES) / R. Pander 10:31 (ES) / K. Staal 13:13 (ES) / K. Staal 30:36 (PP) \| Gólok \| 07:36 (ES) O. Materukhin / 13:39 (ES) O. Matviichuk / 52:23 (ES) V. Zavalniuk \| |             |                                                                               |             |                           |
| |             |                                                                               |             |                           |
| |             |                                                                               |             |                           |
| K. Starkov 01:26 (ES) / R. Pander 10:31 (ES) / K. Staal 13:13 (ES) / K. Staal 30:36 (PP)                                                                                                 | Gólok       | 07:36 (ES) O. Materukhin / 13:39 (ES) O. Matviichuk / 52:23 (ES) V. Zavalniuk |             |                           |

| 2007. május 1. 20:15 | Finnország | 4–5 (1–2, 0–2, 3–1) | Oroszország | Khodynka Arena, Moszkva Nézőszám: 12 000 |

| Jegyzőkönyv | Jegyzőkönyv | Jegyzőkönyv | Jegyzőkönyv | Jegyzőkönyv               |
| --- | ----------- | --- | ----------- | ------------------------- |
| |             | |             | Játékvezető: Guy Pellerin |
| \| T. Ruutu 13:11 (PP) / J. Hentunen 43:37 (ES) / J. Lehtinen 48:53 (PP) / P. Nummelin 54:09 (PP) \| Gólok \| 06:38 (ES) N. Kulemin / 17:40 (PP) D. Zaripov / 23:49 (PP) S. Gonchar / 26:08 (PP) A. Morozov / 52:21 (ES) P. Schastlivy \| |             | |             |                           |
| |             | |             |                           |
| |             | |             |                           |
| T. Ruutu 13:11 (PP) / J. Hentunen 43:37 (ES) / J. Lehtinen 48:53 (PP) / P. Nummelin 54:09 (PP) | Gólok       | 06:38 (ES) N. Kulemin / 17:40 (PP) D. Zaripov / 23:49 (PP) S. Gonchar / 26:08 (PP) A. Morozov / 52:21 (ES) P. Schastlivy |             |                           |

## Középdöntő
A középdöntő két csoportjába az A és B csoport első három, illetve a C és D csoport első három helyezettje került. Körmérkőzést játszottak a csapatok, de az azonos csoportból érkezők egymással nem, esetükben a már lejátszott egymás elleni eredményüket számították be.
A két csoport első négy helyezettje jutott be az egyenes kieséses szakaszba.
| Jelmagyarázat                           |
| --------------------------------------- |
| Bejutott az egyenes kieséses szakaszba. |
| Kiesett.                                |

### E csoport
| Csapat      | M | Gy | HGy | HV | V | G+ | G- | Gk  | P  |
| ----------- | - | -- | --- | -- | - | -- | -- | --- | -- |
| Oroszország | 5 | 5  | 0   | 0  | 0 | 27 | 10 | +17 | 15 |
| Svédország  | 5 | 4  | 0   | 0  | 1 | 21 | 7  | +14 | 12 |
| Finnország  | 5 | 3  | 0   | 0  | 2 | 15 | 8  | +7  | 9  |
| Svájc       | 5 | 2  | 0   | 0  | 3 | 9  | 16 | –7  | 6  |
| Dánia       | 5 | 1  | 0   | 0  | 4 | 11 | 26 | –15 | 3  |
| Olaszország | 5 | 0  | 0   | 0  | 5 | 4  | 20 | –16 | 0  |

| 2007. május 3. 16:15 | Svájc | 0–2 (0–0, 0–0, 0–2) | Finnország | Khodynka Arena, Moszkva Nézőszám: 5010 |

| Jegyzőkönyv                                                    | Jegyzőkönyv | Jegyzőkönyv                                  | Jegyzőkönyv | Jegyzőkönyv              |
| -------------------------------------------------------------- | ----------- | -------------------------------------------- | ----------- | ------------------------ |
|                                                                |             |                                              |             | Játékvezető: Peter Jonák |
| \| \| Gólok \| 51:37 (PP) T. Ruutu / 59:46 (EN) V. Peltonen \| |             |                                              |             |                          |
|                                                                |             |                                              |             |                          |
|                                                                |             |                                              |             |                          |
|                                                                | Gólok       | 51:37 (PP) T. Ruutu / 59:46 (EN) V. Peltonen |             |                          |

| 2007. május 3. 20:15 | Dánia | 2–5 (2–2, 0–1, 0–2) | Svédország | Khodynka Arena, Moszkva Nézőszám: 3800 |

| Jegyzőkönyv | Jegyzőkönyv | Jegyzőkönyv | Jegyzőkönyv | Jegyzőkönyv              |
| --- | ----------- | --- | ----------- | ------------------------ |
| |             | |             | Játékvezető: Milan Minář |
| \| M. Madsen 02:27 (ES) / P. Regin 06:40 (PP) \| Gólok \| 13:38 (PP) K. Jönsson / 17:57 (PP) J. Åkerman / 33:49 (PP) J. Davidsson / 57:23 (ES) M. Johansson / 59:53 (SH) J. Davidsson \| |             | |             |                          |
| |             | |             |                          |
| |             | |             |                          |
| M. Madsen 02:27 (ES) / P. Regin 06:40 (PP) | Gólok       | 13:38 (PP) K. Jönsson / 17:57 (PP) J. Åkerman / 33:49 (PP) J. Davidsson / 57:23 (ES) M. Johansson / 59:53 (SH) J. Davidsson |             |                          |

| 2007. május 4. 20:15 | Oroszország | 3–0 (0–0, 1–0, 2–0) | Olaszország | Khodynka Arena, Moszkva Nézőszám: 10 100 |

| Jegyzőkönyv                                                                              | Jegyzőkönyv | Jegyzőkönyv | Jegyzőkönyv | Jegyzőkönyv                 |
| ---------------------------------------------------------------------------------------- | ----------- | ----------- | ----------- | --------------------------- |
|                                                                                          |             |             |             | Játékvezető: Richard Schütz |
| \| I. Kovalcsuk 34:17 (ES) / A. Frolov 53:35 (ES) / A. Morozov 59:56 (PP) \| Gólok \| \| |             |             |             |                             |
|                                                                                          |             |             |             |                             |
|                                                                                          |             |             |             |                             |
| I. Kovalcsuk 34:17 (ES) / A. Frolov 53:35 (ES) / A. Morozov 59:56 (PP)                   | Gólok       |             |             |                             |

| 2007. május 5. 16:15 | Svájc | 4–1 (1–0, 2–1, 1–0) | Dánia | Khodynka Arena, Moszkva Nézőszám: 6200 |

| Jegyzőkönyv | Jegyzőkönyv | Jegyzőkönyv            | Jegyzőkönyv | Jegyzőkönyv                     |
| --- | ----------- | ---------------------- | ----------- | ------------------------------- |
| |             |                        |             | Játékvezető: Vyacheslav Bulanov |
| \| T. Monnet 13:19 (PP) / P. DiPietro 26:20 (PP) / J. Sprunger 32:06 (ES) / J. Sprunger 49:34 (ES) \| Gólok \| 36:41 (PP) J. Damgaard \| |             |                        |             |                                 |
| |             |                        |             |                                 |
| |             |                        |             |                                 |
| T. Monnet 13:19 (PP) / P. DiPietro 26:20 (PP) / J. Sprunger 32:06 (ES) / J. Sprunger 49:34 (ES)                                          | Gólok       | 36:41 (PP) J. Damgaard |             |                                 |

| 2007. május 5. 20:15 | Finnország | 3–0 (2–0, 0–0, 1–0) | Olaszország | Khodynka Arena, Moszkva Nézőszám: 4815 |

| Jegyzőkönyv                                                                                | Jegyzőkönyv | Jegyzőkönyv | Jegyzőkönyv | Jegyzőkönyv             |
| ------------------------------------------------------------------------------------------ | ----------- | ----------- | ----------- | ----------------------- |
|                                                                                            |             |             |             | Játékvezető: Ole Hansen |
| \| J. Viuhkola 07:29 (PP) / J. Hentunen 18:48 (ES) / J. Viuhkola 42:31 (ES) \| Gólok \| \| |             |             |             |                         |
|                                                                                            |             |             |             |                         |
|                                                                                            |             |             |             |                         |
| J. Viuhkola 07:29 (PP) / J. Hentunen 18:48 (ES) / J. Viuhkola 42:31 (ES)                   | Gólok       |             |             |                         |

| 2007. május 6. 16:15 | Oroszország | 6–3 (2–0, 1–1, 3–2) | Svájc | Khodynka Arena, Moszkva Nézőszám: 12 000 |

| Jegyzőkönyv | Jegyzőkönyv | Jegyzőkönyv                                                            | Jegyzőkönyv | Jegyzőkönyv              |
| --- | ----------- | ---------------------------------------------------------------------- | ----------- | ------------------------ |
| |             |                                                                        |             | Játékvezető: Milan Minář |
| \| S. Zinoviev 00:34 (ES) / I. Kovalcsuk 13:50 (ES) / D. Zaripov 29:44 (ES) / A. Markov 42:00 (ES) / A. Frolov 45:45 (PP) / P. Schastlivy 49:32 (ES) \| Gólok \| 38:51 (PP) M. Streit / 42:26 (ES) P. DiPietro / 51:30 (ES) M. Reichert \| |             |                                                                        |             |                          |
| |             |                                                                        |             |                          |
| |             |                                                                        |             |                          |
| S. Zinoviev 00:34 (ES) / I. Kovalcsuk 13:50 (ES) / D. Zaripov 29:44 (ES) / A. Markov 42:00 (ES) / A. Frolov 45:45 (PP) / P. Schastlivy 49:32 (ES)                                                                                          | Gólok       | 38:51 (PP) M. Streit / 42:26 (ES) P. DiPietro / 51:30 (ES) M. Reichert |             |                          |

| 2007. május 6. 20:15 | Svédország | 1–0 (1–0, 0–0, 0–0) | Finnország | Khodynka Arena, Moszkva Nézőszám: 7200 |

| Jegyzőkönyv                             | Jegyzőkönyv | Jegyzőkönyv | Jegyzőkönyv | Jegyzőkönyv               |
| --------------------------------------- | ----------- | ----------- | ----------- | ------------------------- |
|                                         |             |             |             | Játékvezető: Brent Reiber |
| \| J. Åkerman 15.53 (ES) \| Gólok \| \| |             |             |             |                           |
|                                         |             |             |             |                           |
|                                         |             |             |             |                           |
| J. Åkerman 15.53 (ES)                   | Gólok       |             |             |                           |

| 2007. május 7. 16:15 | Olaszország | 2–5 (0–3, 2–0, 0–2) | Dánia | Khodynka Arena, Moszkva Nézőszám: 6000 |

| Jegyzőkönyv | Jegyzőkönyv | Jegyzőkönyv | Jegyzőkönyv | Jegyzőkönyv              |
| --- | ----------- | --- | ----------- | ------------------------ |
| |             | |             | Játékvezető: Peter Jonák |
| \| G. de Bettin 30:47 (ES) / R. Ramoser 35:58 (ES) \| Gólok \| 03:46 (PP) B. Nordby Tranholm / 04:23 (ES) P. Regin / 06:30 (ES) J. Nielsen / 49:04 (ES) R. Olsen / 55:29 (ES) M. Christensen \| |             | |             |                          |
| |             | |             |                          |
| |             | |             |                          |
| G. de Bettin 30:47 (ES) / R. Ramoser 35:58 (ES) | Gólok       | 03:46 (PP) B. Nordby Tranholm / 04:23 (ES) P. Regin / 06:30 (ES) J. Nielsen / 49:04 (ES) R. Olsen / 55:29 (ES) M. Christensen |             |                          |

| 2007. május 7. 20:15 | Svédország | 2–4 1–1, 1–1, 0–2) | Oroszország | Khodynka Arena, Moszkva Nézőszám: 15 000 |

| Jegyzőkönyv | Jegyzőkönyv | Jegyzőkönyv                                                                                     | Jegyzőkönyv | Jegyzőkönyv               |
| --- | ----------- | ----------------------------------------------------------------------------------------------- | ----------- | ------------------------- |
| |             |                                                                                                 |             | Játékvezető: Guy Pellerin |
| \| M. Thörnberg 08:43 (PP) / A. Steen 38:22 (ES) \| Gólok \| 17:39 (PS) A. Morozov / 23:27 (ES) D. Grebeshkov / 49:51 (ES) J. Malkin / 56:33 (ES) A. Morozov \| |             |                                                                                                 |             |                           |
| |             |                                                                                                 |             |                           |
| |             |                                                                                                 |             |                           |
| M. Thörnberg 08:43 (PP) / A. Steen 38:22 (ES) | Gólok       | 17:39 (PS) A. Morozov / 23:27 (ES) D. Grebeshkov / 49:51 (ES) J. Malkin / 56:33 (ES) A. Morozov |             |                           |

### F csoport
| Csapat           | M | Gy | HGy | HV | V | G+ | G- | Gk  | P  |
| ---------------- | - | -- | --- | -- | - | -- | -- | --- | -- |
| Kanada           | 5 | 4  | 1   | 0  | 0 | 24 | 15 | +9  | 14 |
| Egyesült Államok | 5 | 3  | 0   | 0  | 2 | 18 | 13 | +5  | 9  |
| Szlovákia        | 5 | 3  | 0   | 0  | 2 | 18 | 15 | +3  | 9  |
| Csehország       | 5 | 2  | 0   | 1  | 2 | 17 | 14 | +3  | 7  |
| Németország      | 5 | 2  | 0   | 0  | 3 | 11 | 16 | –5  | 6  |
| Fehéroroszország | 5 | 0  | 0   | 0  | 5 | 14 | 29 | –15 | 0  |

| 2007. május 3. 16:15 | Egyesült Államok | 4–2 (2–1, 2–0, 0–1) | Szlovákia | Mityiscsi Arena, Mityiscsi Nézőszám: 2000 |

| Jegyzőkönyv | Jegyzőkönyv | Jegyzőkönyv                                 | Jegyzőkönyv | Jegyzőkönyv               |
| --- | ----------- | ------------------------------------------- | ----------- | ------------------------- |
| |             |                                             |             | Játékvezető: Danny Kurman |
| \| A. Hutchinson 08:17 (ES) / D. Backes 12:27 (SH) / P. Kessel 24:52 (ES) / B. Bochenski 32:37 (PP) \| Gólok \| 13:08 (ES) Z. Chára / 51:21 (ES) M. Gáborík \| |             |                                             |             |                           |
| |             |                                             |             |                           |
| |             |                                             |             |                           |
| A. Hutchinson 08:17 (ES) / D. Backes 12:27 (SH) / P. Kessel 24:52 (ES) / B. Bochenski 32:37 (PP)                                                               | Gólok       | 13:08 (ES) Z. Chára / 51:21 (ES) M. Gáborík |             |                           |

| 2007. május 3. 20:15 | Németország | 2–0 (1–0, 0–0, 1–0) | Csehország | Mityiscsi Arena, Mityiscsi Nézőszám: 2600 |

| Jegyzőkönyv                                                  | Jegyzőkönyv | Jegyzőkönyv | Jegyzőkönyv | Jegyzőkönyv                    |
| ------------------------------------------------------------ | ----------- | ----------- | ----------- | ------------------------------ |
|                                                              |             |             |             | Játékvezető: Marcus Vinnerborg |
| \| M. Hackert 19:50 (PP) / M. Wolf 58:19 (ES) \| Gólok \| \| |             |             |             |                                |
|                                                              |             |             |             |                                |
|                                                              |             |             |             |                                |
| M. Hackert 19:50 (PP) / M. Wolf 58:19 (ES)                   | Gólok       |             |             |                                |

| 2007. május 4. 16:15 | Kanada | 6–3 (0–1, 5–0, 1–2) | Fehéroroszország | Khodynka Arena, Moszkva Nézőszám: 6200 |

| Jegyzőkönyv | Jegyzőkönyv | Jegyzőkönyv                                                             | Jegyzőkönyv | Jegyzőkönyv              |
| --- | ----------- | ----------------------------------------------------------------------- | ----------- | ------------------------ |
| |             |                                                                         |             | Játékvezető: Peter Jonák |
| \| S. Doan 22:38 (SH) / S. Doan 25:15 (PP) / J. Toews 28:32 (ES) / S. Doan 29:13 (ES) / M. Cammalleri 36:20 (ES) / M. Lombardi 56:15 (ES) \| Gólok \| 08:43 (PP) A. Ugarov / 49:58 (ES) A. Ryadinsky / 58:53 (PP) D. Meleshko \| |             |                                                                         |             |                          |
| |             |                                                                         |             |                          |
| |             |                                                                         |             |                          |
| S. Doan 22:38 (SH) / S. Doan 25:15 (PP) / J. Toews 28:32 (ES) / S. Doan 29:13 (ES) / M. Cammalleri 36:20 (ES) / M. Lombardi 56:15 (ES)                                                                                           | Gólok       | 08:43 (PP) A. Ugarov / 49:58 (ES) A. Ryadinsky / 58:53 (PP) D. Meleshko |             |                          |

| 2007. május 5. 16:15 | Egyesült Államok | 3–0 (1–0, 1–0, 1–0) | Németország | Mityiscsi Arena, Mityiscsi Nézőszám: 2200 |

| Jegyzőkönyv                                                                               | Jegyzőkönyv | Jegyzőkönyv | Jegyzőkönyv | Jegyzőkönyv            |
| ----------------------------------------------------------------------------------------- | ----------- | ----------- | ----------- | ---------------------- |
|                                                                                           |             |             |             | Játékvezető: Jyri Rönn |
| \| P. Stastny 02:33 (PP) / P. Stastny 35:26 (ES) / L. Stempniak 43:31 (ES) \| Gólok \| \| |             |             |             |                        |
|                                                                                           |             |             |             |                        |
|                                                                                           |             |             |             |                        |
| P. Stastny 02:33 (PP) / P. Stastny 35:26 (ES) / L. Stempniak 43:31 (ES)                   | Gólok       |             |             |                        |

| 2007. május 5. 20:15 | Csehország | 2–3 (1–0, 0–2, 1–1) | Szlovákia | Mityiscsi Arena, Mityiscsi Nézőszám: 3400 |

| Jegyzőkönyv | Jegyzőkönyv | Jegyzőkönyv                                                         | Jegyzőkönyv | Jegyzőkönyv                    |
| --- | ----------- | ------------------------------------------------------------------- | ----------- | ------------------------------ |
| |             |                                                                     |             | Játékvezető: Marcus Vinnerborg |
| \| T. Plekanec 08:02 (PP) / R. Klesla 54:03 (ES) \| Gólok \| 22:24 (ES) P. Demitra / 30:44 (ES) R. Kapuš / 53:18 (ES) M. Gáborík \| |             |                                                                     |             |                                |
| |             |                                                                     |             |                                |
| |             |                                                                     |             |                                |
| T. Plekanec 08:02 (PP) / R. Klesla 54:03 (ES)                                                                                       | Gólok       | 22:24 (ES) P. Demitra / 30:44 (ES) R. Kapuš / 53:18 (ES) M. Gáborík |             |                                |

| 2007. május 6. 16:15 | Szlovákia | 4–3 (1–1, 2–2, 1–0) | Fehéroroszország | Mityiscsi Arena, Mityiscsi Nézőszám: 2800 |

| Jegyzőkönyv | Jegyzőkönyv | Jegyzőkönyv                                                            | Jegyzőkönyv | Jegyzőkönyv            |
| --- | ----------- | ---------------------------------------------------------------------- | ----------- | ---------------------- |
| |             |                                                                        |             | Játékvezető: Jyri Rönn |
| \| Z. Chara 11:57 (PP) / M. Gáborík 22:14 (ES) / M. Gáborík 24:33 (ES) / P. Demitra 59:21 (EN) \| Gólok \| 15:53 (ES) A. Ugarov / 33:47 (ES) O. Antonenko / 34:17 (ES) K. Koltsov \| |             |                                                                        |             |                        |
| |             |                                                                        |             |                        |
| |             |                                                                        |             |                        |
| Z. Chara 11:57 (PP) / M. Gáborík 22:14 (ES) / M. Gáborík 24:33 (ES) / P. Demitra 59:21 (EN)                                                                                          | Gólok       | 15:53 (ES) A. Ugarov / 33:47 (ES) O. Antonenko / 34:17 (ES) K. Koltsov |             |                        |

| 2007. május 6. 20:15 | Csehország | 3–4 (h.u.) (1–0, 1–1, 1–2) (h.u.: 0–1) | Kanada | Mityiscsi Arena, Mityiscsi Nézőszám: 6500 |

| Jegyzőkönyv | Jegyzőkönyv | Jegyzőkönyv                                                                              | Jegyzőkönyv | Jegyzőkönyv                     |
| --- | ----------- | ---------------------------------------------------------------------------------------- | ----------- | ------------------------------- |
| |             |                                                                                          |             | Játékvezető: Vyacheslav Bulanov |
| \| M. Židlický 13:17 (PP) / T. Plekanec 32:05 (PP) / R. Olesz 46:39 (PP) \| Gólok \| 22:15 (ES) J. McClement / 43:22 (ES) E. Staal / 50:57 (ES) S. Doan / 60:23 (ES) E. Staal \| |             |                                                                                          |             |                                 |
| |             |                                                                                          |             |                                 |
| |             |                                                                                          |             |                                 |
| M. Židlický 13:17 (PP) / T. Plekanec 32:05 (PP) / R. Olesz 46:39 (PP) | Gólok       | 22:15 (ES) J. McClement / 43:22 (ES) E. Staal / 50:57 (ES) S. Doan / 60:23 (ES) E. Staal |             |                                 |

| 2007. május 7. 16:15 | Fehéroroszország | 5–6 (2–3, 2–1, 1–2) | Németország | Mityiscsi Arena, Mityiscsi Nézőszám: 2000 |

| Jegyzőkönyv | Jegyzőkönyv | Jegyzőkönyv | Jegyzőkönyv | Jegyzőkönyv             |
| --- | ----------- | --- | ----------- | ----------------------- |
| |             | |             | Játékvezető: Ole Hansen |
| \| D. Meleshko 01:07 (ES) / A. Kulakov 18:58 (ES) / D. Dudik 26:25 (SH) / K. Koltsov 33:43 (ES) / V. Kostyuchenok 58:58 (ES) \| Gólok \| 05:50 (ES) M. Hackert / 12:08 (PP) A. Barta / 17:53 (PP) R. Dietrich / 25:19 (PP) S. Felski / 45:24 (PP) M. Wolf / 53:55 (ES) M. Wolf \| |             | |             |                         |
| |             | |             |                         |
| |             | |             |                         |
| D. Meleshko 01:07 (ES) / A. Kulakov 18:58 (ES) / D. Dudik 26:25 (SH) / K. Koltsov 33:43 (ES) / V. Kostyuchenok 58:58 (ES) | Gólok       | 05:50 (ES) M. Hackert / 12:08 (PP) A. Barta / 17:53 (PP) R. Dietrich / 25:19 (PP) S. Felski / 45:24 (PP) M. Wolf / 53:55 (ES) M. Wolf |             |                         |

| 2007. május 7. 20:15 | Kanada | 6–3 (4–0, 1–2, 1–1) | Egyesült Államok | Mityiscsi Arena, Mityiscsi Nézőszám: 5500 |

| Jegyzőkönyv | Jegyzőkönyv | Jegyzőkönyv                                                             | Jegyzőkönyv | Jegyzőkönyv              |
| --- | ----------- | ----------------------------------------------------------------------- | ----------- | ------------------------ |
| |             |                                                                         |             | Játékvezető: Milan Minář |
| \| J. McClement 00:08 (ES) / M. Cammalleri 02:05 (PP) / M. Lombardi 12:48 (ES) / M. Cammalleri 13:25 (ES) / M. Lombardi 35:19 (ES) / M. Lombardi 51:58 (ES) \| Gólok \| 29:47 (ES) P. Stastny / 37:49 (ES) L. Stempniak / 53:42 (ES) P. Stastny \| |             |                                                                         |             |                          |
| |             |                                                                         |             |                          |
| |             |                                                                         |             |                          |
| J. McClement 00:08 (ES) / M. Cammalleri 02:05 (PP) / M. Lombardi 12:48 (ES) / M. Cammalleri 13:25 (ES) / M. Lombardi 35:19 (ES) / M. Lombardi 51:58 (ES)                                                                                           | Gólok       | 29:47 (ES) P. Stastny / 37:49 (ES) L. Stempniak / 53:42 (ES) P. Stastny |             |                          |

## A 13–16. helyért
A csoportkörból kiesők egy csoportban, körmérkőzéseket játszották egymással. A két első helyezett maradt a főcsoportban, a két utolsó kiesett a divízió I-be.

### G csoport
| A 2008-as jégkorong-világbajnokság résztvevője. |
| A 2008-as divízió I-es világbajnokságra került. |

| Csapat     | M | Gy | HGy | HV | V | G+ | G- | Gk | P |
| ---------- | - | -- | --- | -- | - | -- | -- | -- | - |
| Lettország | 3 | 2  | 0   | 0  | 1 | 14 | 8  | +6 | 6 |
| Norvégia   | 3 | 1  | 1   | 0  | 1 | 12 | 9  | +3 | 5 |
| Ausztria   | 3 | 1  | 0   | 1  | 1 | 11 | 12 | -1 | 4 |
| Ukrajna    | 3 | 1  | 0   | 0  | 2 | 7  | 15 | -8 | 3 |

| 2007. május 4. 16:15 | Ausztria | 2–3 (h.u.) (0–0, 1–2, 1–0) (h.u.: 0–1) | Norvégia | Mityiscsi Arena, Mityiscsi Nézőszám: 1500 |

| Jegyzőkönyv | Jegyzőkönyv | Jegyzőkönyv                                                           | Jegyzőkönyv | Jegyzőkönyv               |
| --- | ----------- | --------------------------------------------------------------------- | ----------- | ------------------------- |
| |             |                                                                       |             | Játékvezető: Guy Pellerin |
| \| R. Lukas 29:19 (PP) / D. Welser 42:26 (PP) \| Gólok \| 32:19 (PP) J. Andersen / 37:10 (PP) A. Bastiansen / 62:22 (ES) M. Ask \| |             |                                                                       |             |                           |
| |             |                                                                       |             |                           |
| |             |                                                                       |             |                           |
| R. Lukas 29:19 (PP) / D. Welser 42:26 (PP)                                                                                         | Gólok       | 32:19 (PP) J. Andersen / 37:10 (PP) A. Bastiansen / 62:22 (ES) M. Ask |             |                           |

| 2007. május 4. 20:15 | Lettország | 5–0 (2–0, 2–0, 1–0) | Ukrajna | Mityiscsi Arena, Mityiscsi Nézőszám: 2100 |

| Jegyzőkönyv | Jegyzőkönyv | Jegyzőkönyv | Jegyzőkönyv | Jegyzőkönyv               |
| --- | ----------- | ----------- | ----------- | ------------------------- |
| |             |             |             | Játékvezető: Brent Reiber |
| \| M. Cipulis 08:58 (ES) / A. Saviels 17:32 (PP) / O. Sorokins 21:15 (ES) / O. Sorokins 34:41 (PP) / M. Rēdlihs 47:00 (ES) \| Gólok \| \| |             |             |             |                           |
| |             |             |             |                           |
| |             |             |             |                           |
| M. Cipulis 08:58 (ES) / A. Saviels 17:32 (PP) / O. Sorokins 21:15 (ES) / O. Sorokins 34:41 (PP) / M. Rēdlihs 47:00 (ES)                   | Gólok       |             |             |                           |

| 2007. május 6. 12:15 | Lettország | 5–1 (1–0, 1–0, 3–1) | Ausztria | Khodynka Arena, Moszkva Nézőszám: 6150 |

| Jegyzőkönyv | Jegyzőkönyv | Jegyzőkönyv           | Jegyzőkönyv | Jegyzőkönyv                 |
| --- | ----------- | --------------------- | ----------- | --------------------------- |
| |             |                       |             | Játékvezető: Richard Schütz |
| \| K. Daugaviņš 06:30 (PP) / A. Ņiživijs 28:34 (ES) / H. Vasiļjevs 43:24 (ES) / R. Laviņš 47:12 (PP) / L. Tambijevs 49:37 (PP) \| Gólok \| 42:06 (ES) M. Stewart \| |             |                       |             |                             |
| |             |                       |             |                             |
| |             |                       |             |                             |
| K. Daugaviņš 06:30 (PP) / A. Ņiživijs 28:34 (ES) / H. Vasiļjevs 43:24 (ES) / R. Laviņš 47:12 (PP) / L. Tambijevs 49:37 (PP)                                         | Gólok       | 42:06 (ES) M. Stewart |             |                             |

| 2007. május 6. 12:15 | Ukrajna | 3–2 (1–0, 1–2, 1–0) | Norvégia | Mityiscsi Arena, Mityiscsi Nézőszám: 1700 |

| Jegyzőkönyv | Jegyzőkönyv | Jegyzőkönyv                                  | Jegyzőkönyv | Jegyzőkönyv                |
| --- | ----------- | -------------------------------------------- | ----------- | -------------------------- |
| |             |                                              |             | Játékvezető: Danny Kurmann |
| \| D. Tsyrul 14:01 (PP) / O. Blagoi 32:34 (PP) / Y. Navarenko 48:52 (PP) \| Gólok \| 28:10 (PP) P. Thoresen / 38:17 (PP) M. Trygg \| |             |                                              |             |                            |
| |             |                                              |             |                            |
| |             |                                              |             |                            |
| D. Tsyrul 14:01 (PP) / O. Blagoi 32:34 (PP) / Y. Navarenko 48:52 (PP)                                                                | Gólok       | 28:10 (PP) P. Thoresen / 38:17 (PP) M. Trygg |             |                            |

| 2007. május 7. 12:15 | Ausztria | 8–4 (3–1, 3–2, 2–1) | Ukrajna | Khodynka Arena, Moszkva Nézőszám: 6020 |

| Jegyzőkönyv | Jegyzőkönyv | Jegyzőkönyv                                                                                     | Jegyzőkönyv | Jegyzőkönyv                    |
| --- | ----------- | ----------------------------------------------------------------------------------------------- | ----------- | ------------------------------ |
| |             |                                                                                                 |             | Játékvezető: Marcus Vinnerborg |
| \| T. Koch 06:16 (PP) / D. Kalt 12:58 (PP) / P. Lukas 14:24 (PP) / T. Koch 24:16 (ES) / P. Lukas 24:48 (ES) / A. Lakos 27:58 (ES) / M. Peintner 42:59 (ES) / M. Peintner 46:55 (SH) \| Gólok \| 18:46 (PP) V. Lyutkevych / 23:31 (PP) O. Bobkin / 37:26 (ES) D. Tsyrul / 54:18 (ES) R. Salnikov \| |             |                                                                                                 |             |                                |
| |             |                                                                                                 |             |                                |
| |             |                                                                                                 |             |                                |
| T. Koch 06:16 (PP) / D. Kalt 12:58 (PP) / P. Lukas 14:24 (PP) / T. Koch 24:16 (ES) / P. Lukas 24:48 (ES) / A. Lakos 27:58 (ES) / M. Peintner 42:59 (ES) / M. Peintner 46:55 (SH) | Gólok       | 18:46 (PP) V. Lyutkevych / 23:31 (PP) O. Bobkin / 37:26 (ES) D. Tsyrul / 54:18 (ES) R. Salnikov |             |                                |

| 2007. május 7. 12:15 | Norvégia | 7–4 (3–2, 3–0, 1–2) | Lettország | Mityiscsi Arena, Mityiscsi Nézőszám: 1000 |

| Jegyzőkönyv | Jegyzőkönyv | Jegyzőkönyv                                                                                       | Jegyzőkönyv | Jegyzőkönyv                |
| --- | ----------- | ------------------------------------------------------------------------------------------------- | ----------- | -------------------------- |
| |             |                                                                                                   |             | Játékvezető: Danny Kurmann |
| \| A. Bastiansen 03:28 (ES) / L.E. Lund 05:03 (PP) / M. Ask 10:33 (PP) / M. Hansen 27:30 (PP) / A. Bastiansen 29:17 (PP) / M. Hansen 32:23 (PP) / A. Bastiansen 57:27 (ES) \| Gólok \| 16:09 (ES) H. Vasiļjevs / 17:42 (ES) G. Galvins / 40:49 (ES) A. Bērziņš / 58:33 (ES) A. Semjonovs \| |             |                                                                                                   |             |                            |
| |             |                                                                                                   |             |                            |
| |             |                                                                                                   |             |                            |
| A. Bastiansen 03:28 (ES) / L.E. Lund 05:03 (PP) / M. Ask 10:33 (PP) / M. Hansen 27:30 (PP) / A. Bastiansen 29:17 (PP) / M. Hansen 32:23 (PP) / A. Bastiansen 57:27 (ES) | Gólok       | 16:09 (ES) H. Vasiļjevs / 17:42 (ES) G. Galvins / 40:49 (ES) A. Bērziņš / 58:33 (ES) A. Semjonovs |             |                            |

## Egyenes kieséses szakasz
|  |              |                  |              |            |   |             |             |             |               |               |               |       |       |
|  | Negyeddöntők | Negyeddöntők     | Negyeddöntők |            |   | Elődöntők   | Elődöntők   | Elődöntők   |               |               | Döntő         | Döntő | Döntő |
|  | Negyeddöntők | Negyeddöntők     | Negyeddöntők |            |   | Elődöntők   | Elődöntők   | Elődöntők   |               |               | Döntő         | Döntő | Döntő |
|  | május 10.    |                  |              |            |   |             |             |             |               |               |               |       |       |
|  |              |                  |              |            |   |             |             |             |               |               |               |       |       |
|  | F1           | Kanada           | 5            |            |   |             |             |             |               |               |               |       |       |
|  | F1           | Kanada           | 5            | május 12.  |   |             |             |             |               |               |               |       |       |
|  | E4           | Svájc            | 1            |            |   |             |             |             |               |               |               |       |       |
|  | E4           | Svájc            | 1            |            |   | Kanada      | Kanada      | 4           |               |               |               |       |       |
|  | május 9.     |                  |              |            |   | Kanada      | Kanada      | 4           |               |               |               |       |       |
|  |              |                  | Svédország   | Svédország | 1 |             |             |             |               |               |               |       |       |
|  | E2           | Svédország       | Svédország   | Svédország | 1 | 7           |             |             |               |               |               |       |       |
|  | E2           | Svédország       |              |            |   | 7           | május 13.   |             |               |               |               |       |       |
|  | F3           | Szlovákia        | 4            |            |   |             |             |             |               |               |               |       |       |
|  | F3           | Szlovákia        | 4            |            |   | Kanada      | Kanada      | 4           |               |               |               |       |       |
|  | május 9.     |                  |              |            |   | Kanada      | Kanada      | 4           |               |               |               |       |       |
|  |              |                  | Finnország   | Finnország | 2 |             |             |             |               |               |               |       |       |
|  | E1           | Oroszország      | Finnország   | Finnország | 2 | 4           |             |             |               |               |               |       |       |
|  | E1           | Oroszország      | május 12.    |            |   | 4           |             |             |               |               |               |       |       |
|  | F4           | Csehország       | 0            |            |   |             |             |             |               |               |               |       |       |
|  | F4           | Csehország       | 0            |            |   | Oroszország | Oroszország | 1           | Bronzmérkőzés | Bronzmérkőzés | Bronzmérkőzés |       |       |
|  | május 10.    |                  |              |            |   | Oroszország | Oroszország | 1           | Bronzmérkőzés | Bronzmérkőzés | Bronzmérkőzés |       |       |
|  |              |                  | Finnország   | Finnország | 2 |             |             | május 13.   | május 13.     | május 13.     |               |       |       |
|  | F2           | Egyesült Államok | Finnország   | Finnország | 2 | 4           |             | május 13.   | május 13.     | május 13.     |               |       |       |
|  | F2           | Egyesült Államok |              |            |   |             |             | Oroszország | Oroszország   | 3             |               |       |       |
|  | E3           | Finnország       | 5            |            |   |             |             | Oroszország | Oroszország   | 3             |               |       |       |
|  | E3           | Finnország       | 5            |            |   | Svédország  | Svédország  | 1           |               |               |               |       |       |
|  |              |                  |              |            |   | Svédország  | Svédország  | 1           |               |               |               |       |       |

### Negyeddöntők
| 2007. május 9. 16:15 | Oroszország | 4–0 (1–0, 0–0, 3–0) | Csehország | Khodynka Arena, Moszkva Nézőszám: 12 000 |

| Jegyzőkönyv | Jegyzőkönyv | Jegyzőkönyv | Jegyzőkönyv | Jegyzőkönyv               |
| --- | ----------- | ----------- | ----------- | ------------------------- |
| |             |             |             | Játékvezető: Guy Pellerin |
| \| Andrei Markov 06:48 (PP) / J. Malkin 40:23 (PP) / A. Radulov 51:24 (ES) / J. Malkin 54:46 (ES) \| Gólok \| \| |             |             |             |                           |
| |             |             |             |                           |
| |             |             |             |                           |
| Andrei Markov 06:48 (PP) / J. Malkin 40:23 (PP) / A. Radulov 51:24 (ES) / J. Malkin 54:46 (ES)                   | Gólok       |             |             |                           |

| 2007. május 9. 20:15 | Svédország | 7–4 (1–2, 3–0, 3–2) | Szlovákia | Khodynka Arena, Moszkva Nézőszám: 7000 |

| Jegyzőkönyv | Jegyzőkönyv | Jegyzőkönyv                                                                                     | Jegyzőkönyv | Jegyzőkönyv                |
| --- | ----------- | ----------------------------------------------------------------------------------------------- | ----------- | -------------------------- |
| |             |                                                                                                 |             | Játékvezető: Danny Kurmann |
| \| F. Warg 07:28 (ES) / J. Hedström 22:17 (ES) / T. Mårtensson 26:02 (ES) / J. Hedström 33:55 (PP) / T. Mårtensson 47:03 (ES) / M. Johansson 49:46 (PP) / T. Mårtensson 59:45 (EN) \| Gólok \| 02:10 (PP) M. Hossa / 08:16 (ES) R. Kapuš / 41:21 (ES) B. Radivojevič / 51:27 (ES) R. Kukumberg \| |             |                                                                                                 |             |                            |
| |             |                                                                                                 |             |                            |
| |             |                                                                                                 |             |                            |
| F. Warg 07:28 (ES) / J. Hedström 22:17 (ES) / T. Mårtensson 26:02 (ES) / J. Hedström 33:55 (PP) / T. Mårtensson 47:03 (ES) / M. Johansson 49:46 (PP) / T. Mårtensson 59:45 (EN) | Gólok       | 02:10 (PP) M. Hossa / 08:16 (ES) R. Kapuš / 41:21 (ES) B. Radivojevič / 51:27 (ES) R. Kukumberg |             |                            |

| 2007. május 10. 16:15 | Kanada | 5–1 (1–0, 2–1, 2–0) | Svájc | Khodynka Arena, Moszkva Nézőszám: 6000 |

| Jegyzőkönyv | Jegyzőkönyv | Jegyzőkönyv            | Jegyzőkönyv | Jegyzőkönyv            |
| --- | ----------- | ---------------------- | ----------- | ---------------------- |
| |             |                        |             | Játékvezető: Jyri Rönn |
| \| M. Lombardi 15:22 (ES) / J. Mayers 29:05 (ES) / R. Nash 34:40 (PP) / M. Lombardi 46:03 (PP) / S. Weber 57:31 (ES) \| Gólok \| 29:43 (ES) P. DiPietro \| |             |                        |             |                        |
| |             |                        |             |                        |
| |             |                        |             |                        |
| M. Lombardi 15:22 (ES) / J. Mayers 29:05 (ES) / R. Nash 34:40 (PP) / M. Lombardi 46:03 (PP) / S. Weber 57:31 (ES)                                          | Gólok       | 29:43 (ES) P. DiPietro |             |                        |

| 2007. május 10. 20:15 | Egyesült Államok | 4–5 (sz.) (0–1, 3–3, 1–0) (h.u.: 0–0) (sz.: 0–1) | Finnország | Khodynka Arena, Moszkva Nézőszám: 6500 |

| Jegyzőkönyv | Jegyzőkönyv | Jegyzőkönyv | Jegyzőkönyv | Jegyzőkönyv                    |
| --- | ----------- | --- | ----------- | ------------------------------ |
| |             | |             | Játékvezető: Marcus Vinnerborg |
| \| T. Petersen 20:48 (SH) / T. Arnason 27:05 (ES) / L. Stempniak 34:08 (ES) / A. Hutchinson 54:20 (PP) \| Gólok \| 17:03 (ES) T. Ruutu / 24:33 (ES) P. Saravo / 30:27 (ES) J. Viuhkola / 35:32 (PP) T. Kallio / 70:00 J. Lehtinen \| |             | |             |                                |
| |             | |             |                                |
| |             | |             |                                |
| T. Petersen 20:48 (SH) / T. Arnason 27:05 (ES) / L. Stempniak 34:08 (ES) / A. Hutchinson 54:20 (PP) | Gólok       | 17:03 (ES) T. Ruutu / 24:33 (ES) P. Saravo / 30:27 (ES) J. Viuhkola / 35:32 (PP) T. Kallio / 70:00 J. Lehtinen |             |                                |

### Elődöntők
| 2007. május 12. 15:15 | Oroszország | 1–2 (h.u.) (1–1, 0–0, 0–0) (h.u.: 0–1) | Finnország | Khodynka Arena, Moszkva Nézőszám: 12 000 |

| Jegyzőkönyv                                                                         | Jegyzőkönyv | Jegyzőkönyv                                  | Jegyzőkönyv | Jegyzőkönyv                    |
| ----------------------------------------------------------------------------------- | ----------- | -------------------------------------------- | ----------- | ------------------------------ |
|                                                                                     |             |                                              |             | Játékvezető: Marcus Vinnerborg |
| \| J. Malkin 08:36 (PP) \| Gólok \| 12:06 (SH) J. Hentunen / 65:40 (ES) M. Koivu \| |             |                                              |             |                                |
|                                                                                     |             |                                              |             |                                |
|                                                                                     |             |                                              |             |                                |
| J. Malkin 08:36 (PP)                                                                | Gólok       | 12:06 (SH) J. Hentunen / 65:40 (ES) M. Koivu |             |                                |

| 2007. május 12. 19:15 | Kanada | 4–1 (3–0, 1–1, 0–0) | Svédország | Khodynka Arena, Moszkva Nézőszám: 8000 |

| Jegyzőkönyv | Jegyzőkönyv | Jegyzőkönyv             | Jegyzőkönyv | Jegyzőkönyv                |
| --- | ----------- | ----------------------- | ----------- | -------------------------- |
| |             |                         |             | Játékvezető: Danny Kurmann |
| \| M.Cammalleri 11:05 (PP) / J.Toews 12:23 (ES) / E.Staal 18:38 (ES) / R.Nash 35:17 (PP) \| Gólok \| J. Davidsson 26:13 (ES) \| |             |                         |             |                            |
| |             |                         |             |                            |
| |             |                         |             |                            |
| M.Cammalleri 11:05 (PP) / J.Toews 12:23 (ES) / E.Staal 18:38 (ES) / R.Nash 35:17 (PP)                                           | Gólok       | J. Davidsson 26:13 (ES) |             |                            |

### Bronzmérkőzés
| 2007. május 13. 16:15 | Oroszország | 3–1 (2–0, 1–0, 0–1) | Svédország | Khodynka Arena, Moszkva Nézőszám: 7500 |

| Jegyzőkönyv                                                                                                 | Jegyzőkönyv | Jegyzőkönyv         | Jegyzőkönyv | Jegyzőkönyv               |
| --- | ----------- | ------------------- | ----------- | ------------------------- |
| |             |                     |             | Játékvezető: Guy Pellerin |
| \| A. Yemelin 06:18 (SH) / S. Zinoviev 09:39 (ES) / A. Frolov 21:04 (PP) \| Gólok \| 48:08 (PP) A. Steen \| |             |                     |             |                           |
| |             |                     |             |                           |
| |             |                     |             |                           |
| A. Yemelin 06:18 (SH) / S. Zinoviev 09:39 (ES) / A. Frolov 21:04 (PP)                                       | Gólok       | 48:08 (PP) A. Steen |             |                           |

### Döntő
| 2007. május 13. 20:15 | Kanada | 4–2 (2–0, 1–0, 1–2) | Finnország | Khodynka Arena, Moszkva Nézőszám: 12 000 |

| Jegyzőkönyv | Jegyzőkönyv | Jegyzőkönyv                                      | Jegyzőkönyv | Jegyzőkönyv                    |
| --- | ----------- | ------------------------------------------------ | ----------- | ------------------------------ |
| |             |                                                  |             | Játékvezető: Marcus Vinnerborg |
| \| R. Nash 06:10 (PP) / E. Staal 13:48 (PP) / C. Armstrong 29:11 (ES) / R. Nash 58:54 (ES) \| Gólok \| 51:08 (ES) P. Kontiola / 57:44 (ES) A. Miettinen \| |             |                                                  |             |                                |
| |             |                                                  |             |                                |
| |             |                                                  |             |                                |
| R. Nash 06:10 (PP) / E. Staal 13:48 (PP) / C. Armstrong 29:11 (ES) / R. Nash 58:54 (ES)                                                                    | Gólok       | 51:08 (ES) P. Kontiola / 57:44 (ES) A. Miettinen |             |                                |

| A 2007-es IIHF jégkorong-világbajnokság győztese |
| ------------------------------------------------ |
| · Kanada · 24. cím                               |

## Végeredmény
| Hely | Csapat           |
| ---- | ---------------- |
|      | Kanada           |
|      | Finnország       |
|      | Oroszország      |
| 4.   | Svédország       |
| 5.   | Egyesült Államok |
| 6.   | Szlovákia        |
| 7.   | Csehország       |
| 8.   | Svájc            |
| 9.   | Németország      |
| 10.  | Dánia            |
| 11.  | Fehéroroszország |
| 12.  | Olaszország      |
| 13.  | Lettország       |
| 14.  | Norvégia         |
| 15.  | Ausztria         |
| 16.  | Ukrajna          |